# Stadt Wehlen
Stadt Wehlen là một thị xã thuộc huyện Sächsische Schweiz-Osterzgebirge, trong bang tự do Sachsen, Đức. Đô thị này có diện tích ki lô mét vuông, dân số thời điểm ngày 31 tháng 12 năm 2006 là người.
Thị xã nằm ở rìa Saxon Switzerland, bên hữu ngạn sông Êlb, cự ly 6 km về phía đông Pirna và 23 km về phía đông nam trung tâm Dresden.